# Krasnaja Gora (Oblast' di Brjansk)
Krasnaja Gora è una cittadina della Russia europea occidentale, situata nella oblast' di Brjansk. È dipendente amministrativamente dal rajon Krasnogorskij, del quale è il capoluogo amministrativo.
Sorge nella parte occidentale della oblast' presso il confine con la Bielorussia, sul fiume Besed'.